# Wilhelm Walden
Johan Wilhelm Walden, född 23 april 1864 i Malmö, död 3 december 1944, var en svensk spårvägsdirektör.
Walden genomgick sex klasser i Linköpings läroverk och anställdes 1880 vid Statens Järnvägar. Han blev trafikchef vid Stockholms Nya Spårvägs AB (SNS) 1906, verkställande direktör där från 1909, styrelseledamot 1910 och var likvidator 1920. Han var även ledamot av styrelsen för Råsunda Förstads AB.
Walden fick uppdraget att leda SNS genom storstrejken i Sverige 1909 och dess efterdyningar. Han var känd för sin auktoritära ledarstil och snarare inriktad på aktieägare än på allmänhet och personal, något som kom att påverka 1910-talets debatt angående kommunalisering av spårvägen.
Walden testamenterade sin förmögenhet till Svenska allmänna djurskyddsföreningen med dispositionsrätt för hans hustru fram till hennes bortgång våren 1951. I dödsboet ingick två fastigheter på Östermalm och en villa i Älgö. Makarna Walden är begravda på Norra begravningsplatsen utanför Stockholm.